# Marth (Thuringe)
Marth est une commune allemande située dans l'arrondissement d'Eichsfeld en Thuringe.

## Géographie

Situation de Marth dans l'arrondissement

Marth est située dans l'ouest de l'arrondissement, sur la rive gauche de la Leine. La ville fait partie de la Communauté d'administration de Hanstein-Rusteberg et se trouve à 10 km à l'ouest de Heilbad Heiligenstadt.
Communes limitrophes (en commençant par le nord et dans le sens des aiguilles d'une montre) : Rustenfelde, Burgwalde, Birkenfelde et Kirchgandern.

## Histoire

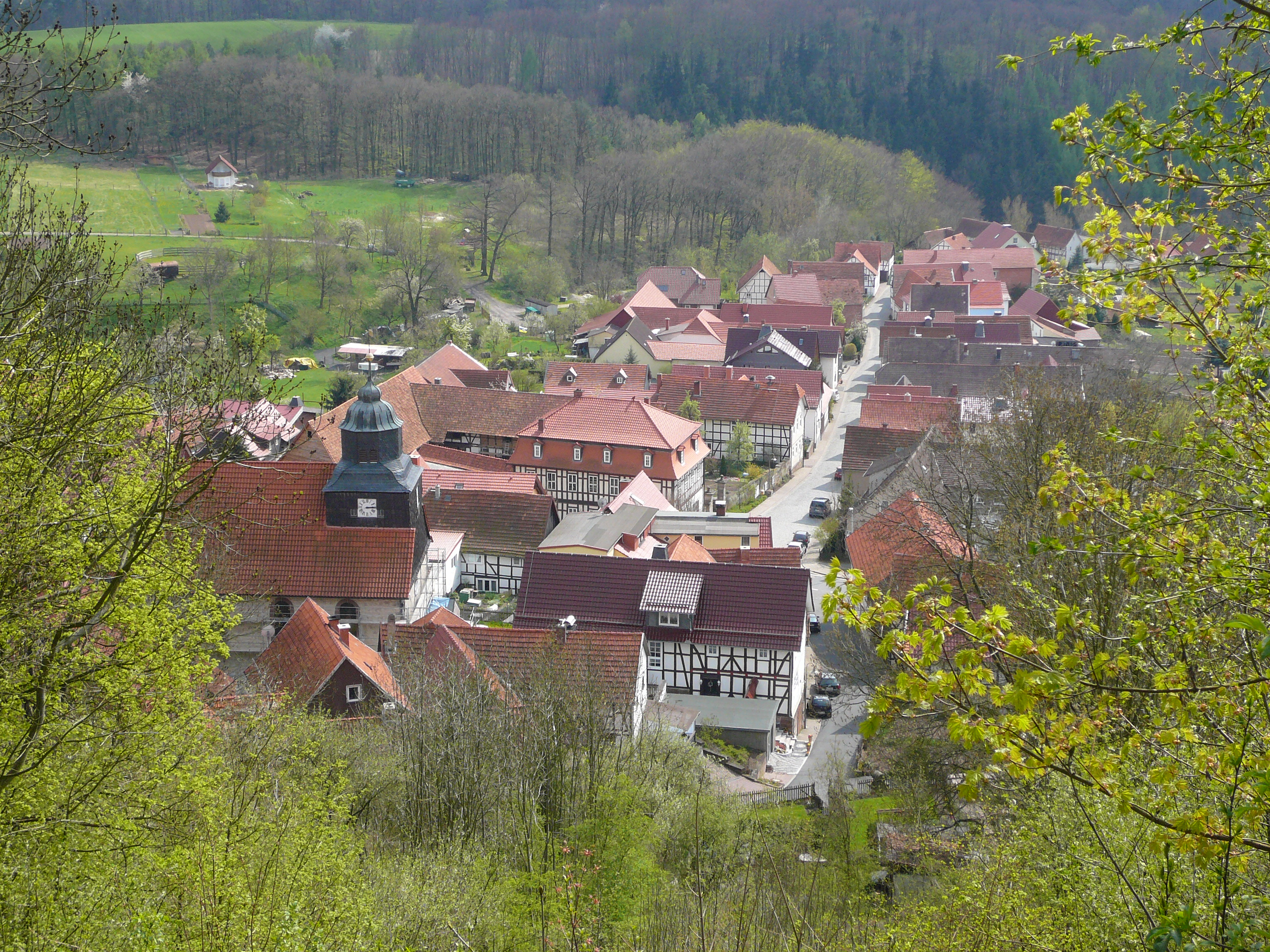
Le village de Marth

La première mention écrite du village de Marth date de 1254. Cependant, le château de Rusteberg existait déjà à cette date. Rusteberg, dont la première mention date de 1123 fut détruit en 1160 par le landgrave Ludwig II de Thuringe. Au XIIe siècle, le château passe sous la domination de l'archevêque de Mayence, Adalbert Ier de Sarrebruck, il est alors agrandi et devient la résidence de l'administration de l'Électorat dans l'Eichsfeld et ce, jusqu'en 1540 et à son transfert à Heiligenstadt.
Marth a appartenu à l'Électorat de Mayence jusqu'en 1802 et à son incorporation à la province de Saxe dans le royaume de Prusse. La commune de Rimbach est incorporée à celle de Bornhagen en 1936.
Marth fut inclus dans la zone d'occupation soviétique après la Seconde Guerre mondiale avant de rejoindre le district d'Erfurt en RDA jusqu'en 1990.

## Démographie
| 1910 | 1933 | 1939 | 1997 | 2000 | 2004 | 2010 |
| ---- | ---- | ---- | ---- | ---- | ---- | ---- |
| 463  | 533  | 472  | 389  | 376  | 355  | 354  |

## Monuments

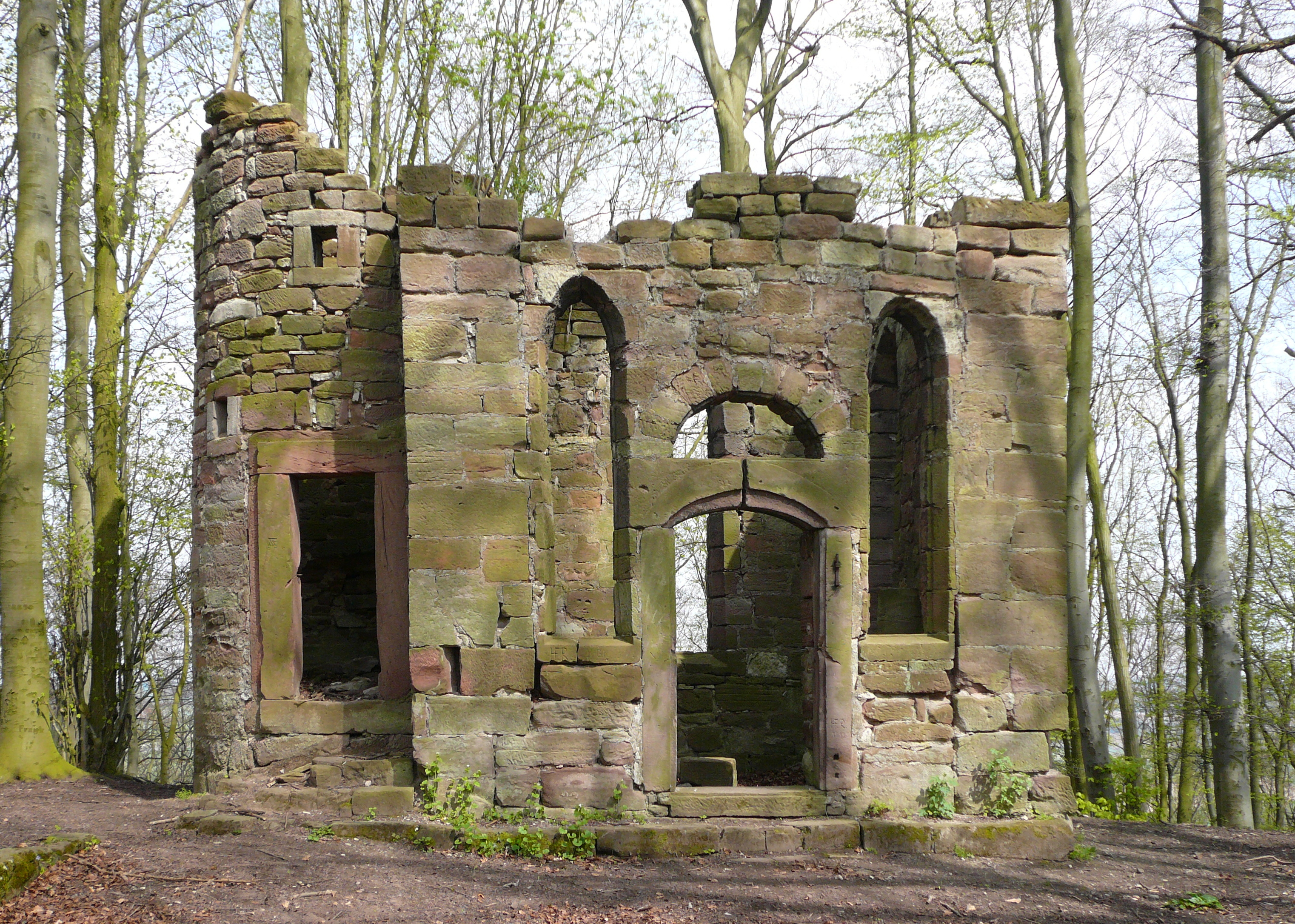
Les ruines de la chapelle du château de Rusteberg

- Ruines du château de Rusteberg. Le château, abandonné au XVIe siècle, est démoli à partir du milieu du XVIIIe siècle et sert de carrière de pierre aux villages alentour. Seule subsiste la chapelle, utilisée jusqu'au XIXe siècle.